# Peritoma arborea
Peritoma arborea là một loài thực vật có hoa trong họ Màng màng. Loài này được (Nutt.) H.H. Iltis mô tả khoa học đầu tiên năm 2007.